# Cerocida
Genre
Cerocida est un genre d'araignées aranéomorphes de la famille des Theridiidae.

## Distribution
Les espèces de ce genre se rencontrent au Venezuela, au Guyana et au Brésil.

## Liste des espèces
Selon World Spider Catalog (version 16.0, 11/04/2015) :
- Cerocida ducke Marques & Buckup, 1989
- Cerocida strigosa Simon, 1894

## Publication originale
- Simon, 1894 : Histoire naturelle des araignées. Paris, vol. 1, p. 489-760 (texte intégral).